# Mōko Shūrai Ekotoba
Mōko Shūrai Ekotoba (蒙古襲来絵詞?, Libro illustrato sull'Invasione mongola) è un set di due rotoli giapponesi illustrati (emakimono) composti tra il 1275-1293.  Furono commissionati dal samurai Takezaki Suenaga per testimoniare il suo valore in guerra e le sue azioni durante l'Invasione mongola del Giappone.

L'autore è sconosciuto. I rotoli mostrano figure di battaglie tra mongoli e giapponesi,su terra e mare. Le pitture sono occasionalmente troncate accompagnate da testo. I rotoli esistono in varie versioni: l'originale del 1200, una copia del 1700, una copia manuale di Fukuda Taika del 1800, e una ricostruzione del 2000. L'originale è attualmente conservato al Museo delle Collezioni Imperiali, nel Palazzo imperiale Giapponese.

## Galleria d'immagini

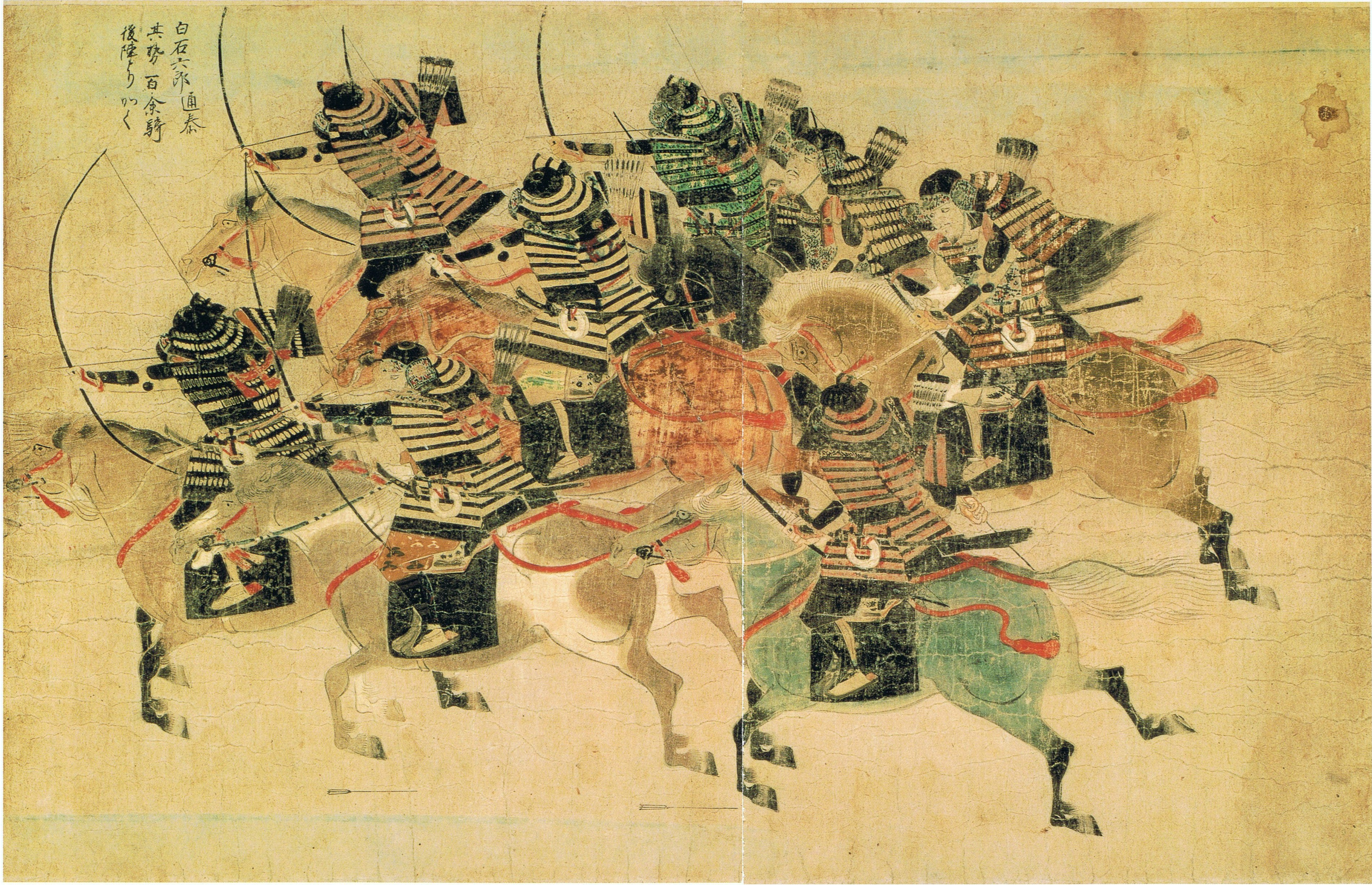
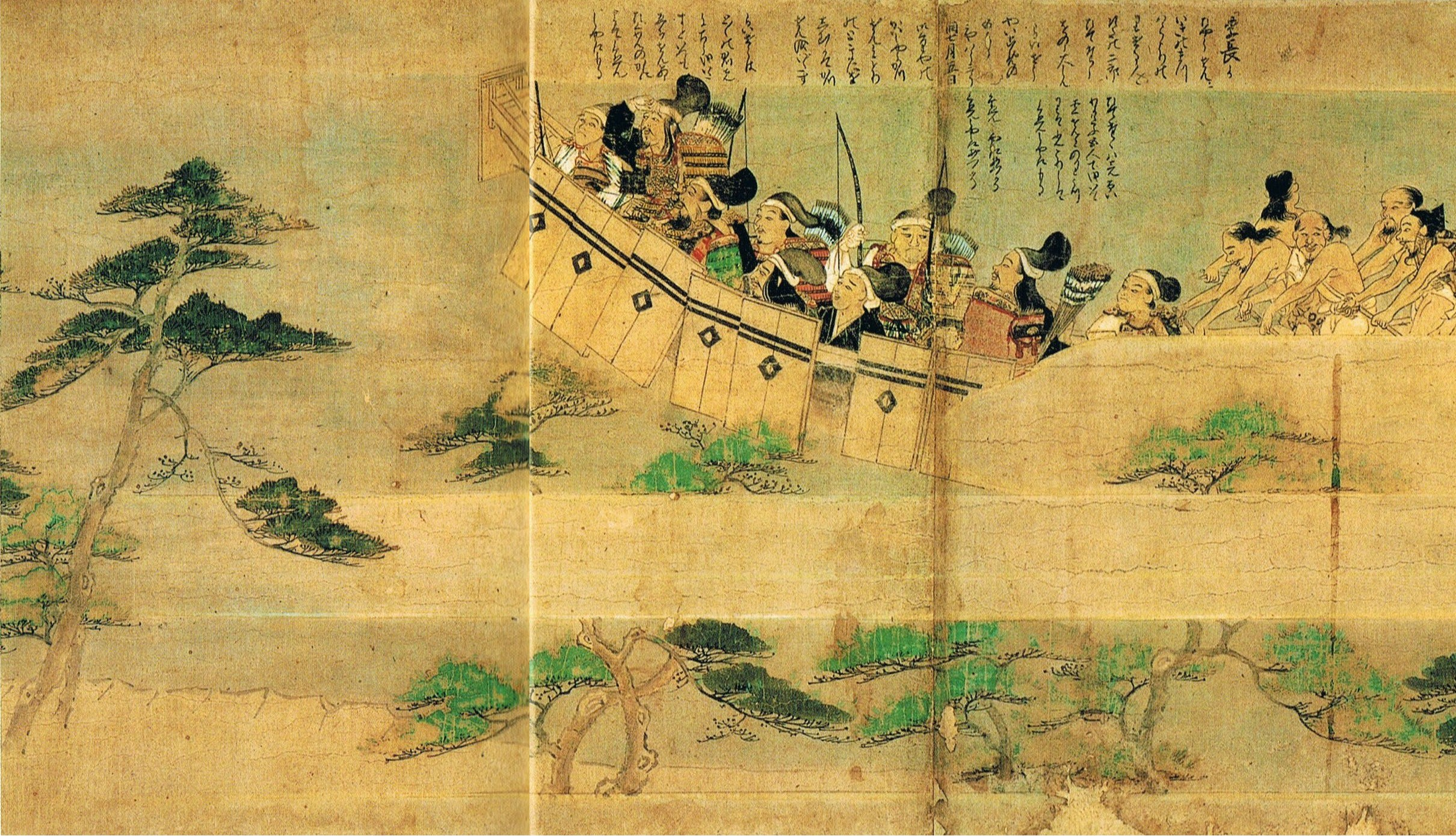
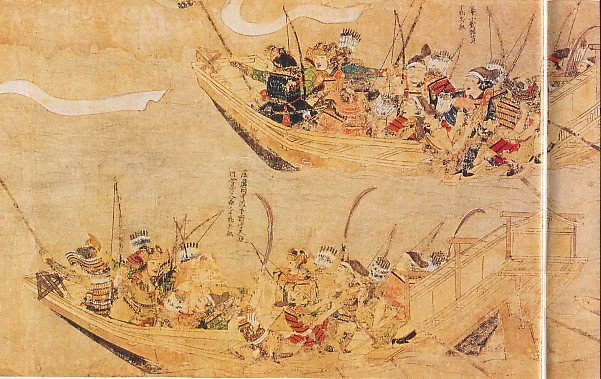
Attacco della flotta giapponese
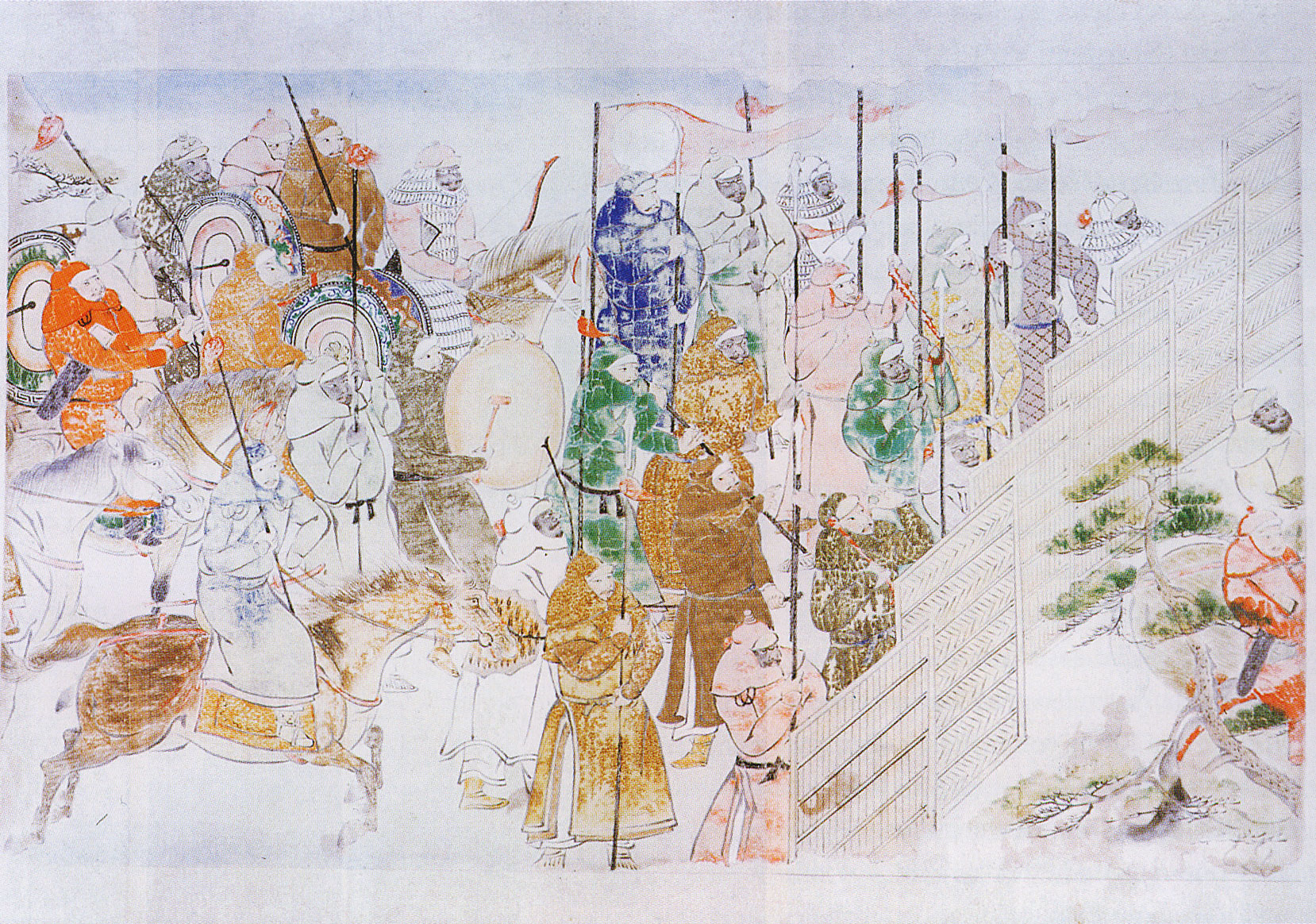
Soldati mongoli nella seconda versione
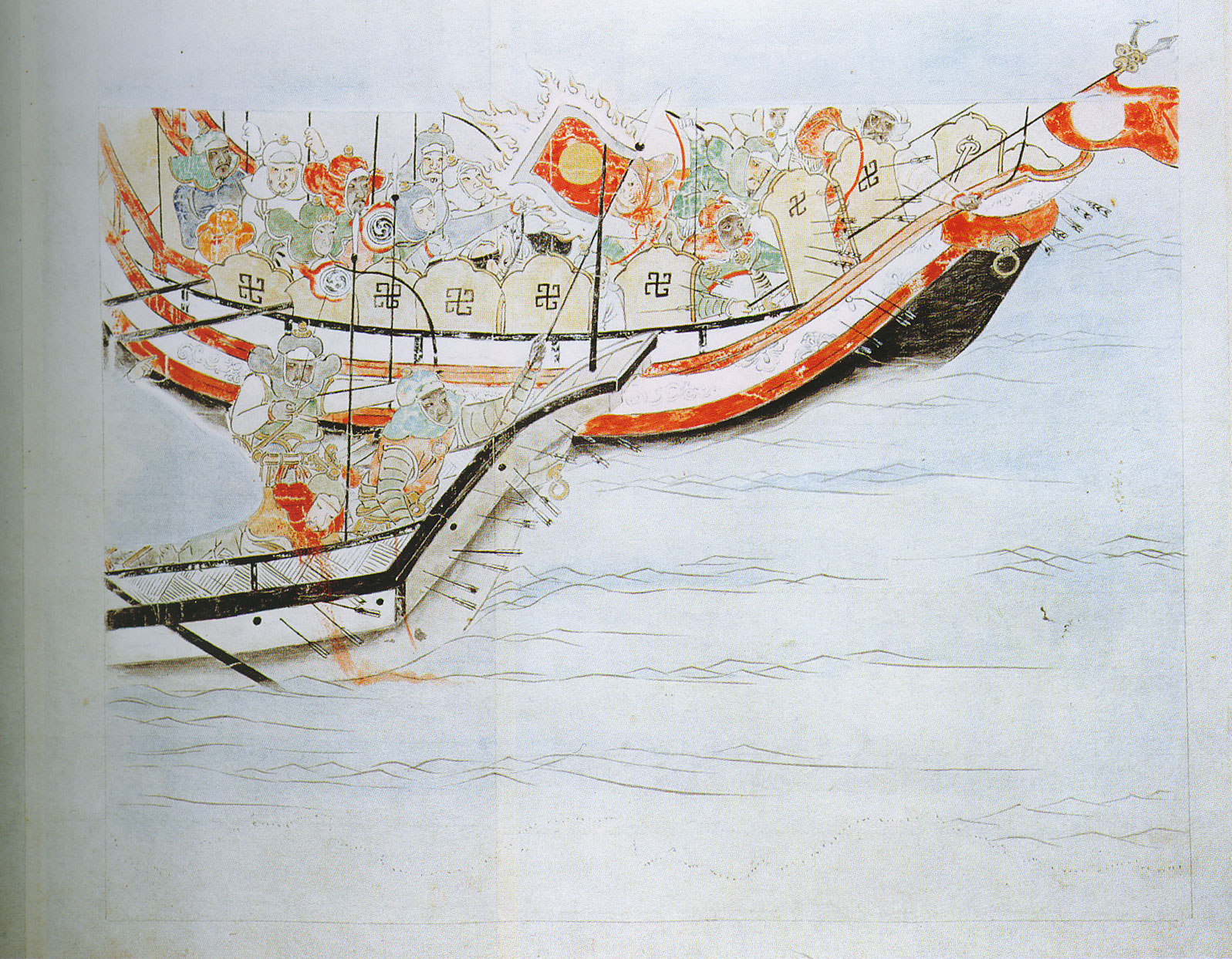
Navi mongole nella seconda versione